# Polska Razem
Polska Razem Zjednoczona Prawica (letterlijk: "Polen Samen Verenigd Rechts"), kortweg aangeduid als Polska Razem, is een Poolse conservatief-liberale politieke partij, die in december 2013 is opgericht als afsplitsing van het Burgerplatform. 
In augustus 2013 verloor oud-minister van Justitie Jarosław Gowin de verkiezing om het voorzitterschap van het Burgerplatform (PO) van premier Donald Tusk en stapte vervolgens samen met twee leden van de Sejm (onder wie John Godson) en één europarlementariër uit de partij. Op 7 december richtte hij tijdens een grote bijeenkomst een nieuwe partij op onder de naam Polska Razem Jarosława Gowina ("Polen Samen van Jarosław Gowin"). Naast voormalige leden van het Burgerplatform gingen ook enkele bestaande partijen op in de nieuwe partij: Polen is het Belangrijkst (PJN), de Conservatieve Volkspartij (SKL) en de kleine PiS-afsplitsing Republikanie. 
Bij de Europese verkiezingen van 2014 kreeg de partij 3,16% van de stemmen en bleef daarmee beneden de kiesdrempel van 5%. Polska Razem had de mogelijkheid van een gezamenlijke lijst met de partij Solidarna Polska van Zbigniew Ziobro afgewezen, die uiteindelijk bij dezelfde verkiezingen 3,98% van de stemmen behaalde. Na deze nederlaag vormden Polska Razem en Solidarna Polska alsnog een gemeenschappelijke parlementsfractie met 15 leden in de Sejm en 1 in de Senaat. Ook werkt de partij nauw samen met de partij Recht en Rechtvaardigheid (PiS); zo steunde Polska Razem tijdens de presidentsverkiezingen van 2015 de kandidatuur van Andrzej Duda. 
Sinds 6 maart 2015 draagt de partij haar huidige naam. De gezamenlijke fractie met Solidarna Polska kreeg de naam Zjednoczona Prawica ("Verenigd Rechts"). Beide partijen sloten voor de parlementsverkiezingen van 25 oktober 2015 een alliantie (in de volksmond "Verenigd Rechts" genoemd) aan te gaan met de PiS en namen onder de vlag van die partij aan de verkiezingen deel. Deze alliantie behaalde in beide kamers van het Poolse parlement een absolute meerderheid. Dit leverde Polska Razem 8 zetels in de Sejm en 6 zetels in de Senaat op.
Sinds 16 november 2015 maakt Polska Razem samen met de PiS en Solidarna Polska deel uit van de Poolse regering. De partij is in het kabinet-Szydło vertegenwoordigd in de persoon van Jarosław Gowin, die vicepremier en minister van Wetenschap en Hoger Onderwijs werd. De ministers Anna Streżyńska (Digitalisering) en Konstanty Radziwiłł (Gezondheid) zijn weliswaar geen lid van Polska Razem, maar wel aan deze partij gelieerd.